# Chris Adler (Schlagzeuger)

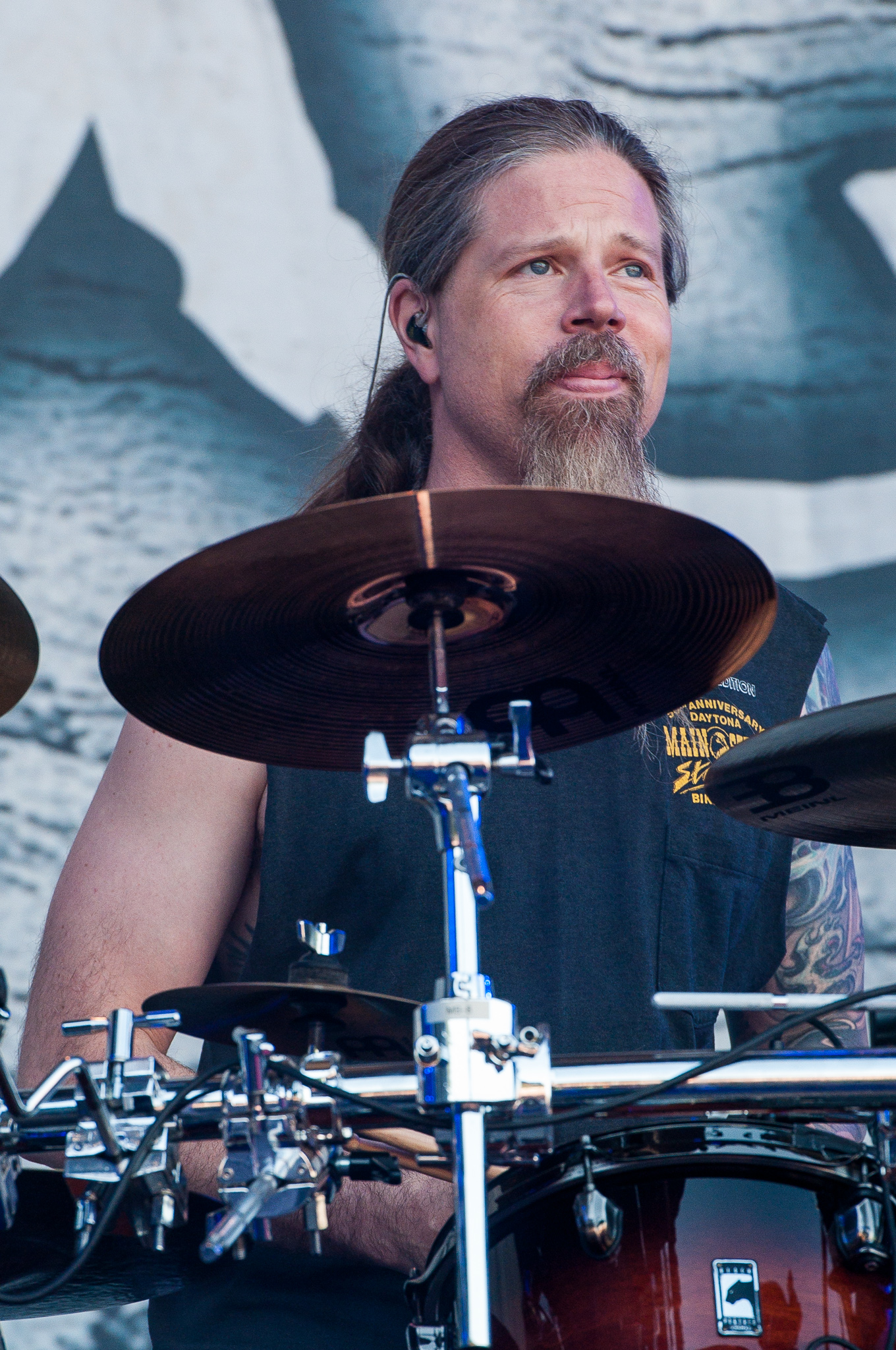
Chris Adler mit Lamb of God bei Rock im Park 2015

Christopher James Adler (* 23. November 1972 in Washington, D.C.) ist ein US-amerikanischer Schlagzeuger. Er war Mitglied der Bands Lamb of God, Nitro und Blotted Science.

## Werdegang
Der Sohn einer Sängerin und Pianistin begann schon in seiner frühen Jugend mit dem Schlagzeug spielen. Darüber hinaus erlernte er in der Schulzeit Klavier, Saxophon, Akustische Gitarre und Bass. In seiner Zeit an der High School und im College war Adler in verschiedene Bands und Projekte involviert, die jedoch nie über das Demostadium hinauskamen.
Adler besuchte 1990 die Virginia Commonwealth University in Richmond, wo er den Gitarristen Mark Morton und den Bassisten John Campbell kennenlernte. Gemeinsam gründeten die Musiker die Band Burn the Priest, die sich zehn Jahre später in Lamb of God umbenannte. Mit Lamb of God veröffentlichte Adler sieben Studioalben und erhielt fünf Nominierungen für den Grammy Award. Seit 1999 spielt sein Bruder Willie bei Lamb of God Gitarre. Im Sommer 2018 musste Adler seine Teilnahme an der Abschiedstournee von Slayer absagen. Für ihn sprang Art Cruz ein, der zuvor unter anderem bei Prong und Winds of Plague spielte. Später erklärte Adler, dass er sich wegen eines Motorradunfalls in Behandlung begeben hat. Am 19. Juni 2019 gaben Lamb of God die Trennung von Chris Adler bekannt, der durch Art Cruz ersetzt wurde.
Chris Adler spielte kurzzeitig in der Technical-Death-Metal-Supergroup Blotted Science, die vom ehemaligen Watchtower-Gitarristen Ron Jarzombek gegründet wurde. Adler hatte jedoch Schwierigkeiten, die ihm zugespielten Songideen umzusetzen. Da er auch weit entfernt von den anderen Musikern lebt, trennten sich Blotted Science von Adler. Im Jahre 2011 gastierte Adler auf dem Album Seeking Major Tom von William Shatner und spielte das Lied Rocket Man ein. Zwei Jahre später spielte Adler das Album Voilition der kanadischen Band Protest the Hero ein. Das Album wurde im Jahre 2014 mit dem Juno Award ausgezeichnet.
Im März 2015 gab die Band Megadeth bekannt, dass Chris Adler auf ihrem Studioalbum Dystopia spielen wird. Adler spielte daraufhin zahlreiche Konzerte mit der Band, bevor Megadeth im Juli 2016 den ehemaligen Soilwork-Schlagzeuger Dirk Verbeuren als festes Mitglied vorstellten. Im Dezember 2016 gab die Band Nitro ihre Wiedervereinigung bekannt und stellten Chris Adler als Schlagzeuger vor. Bereits im Mai 2019 gaben Nitro ihre erneute Auflösung bekannt, ohne dass ein neues Album veröffentlicht wurde.
Am 12. Februar 2017 gewann Adler zusammen mit Dave Mustaine, Kiko Loureiro und Dave Ellefson den Grammy Award for Best Metal Performance für den Megadeth-Song Dystopia (vom gleichnamigen Album) bei den 59. Grammy Awards.
Chris Adler ist für seinen ungewöhnlichen Spielstil bekannt. Obwohl er Linkshänder ist benutzt er ein Schlagzeug für Rechtshänder.

## Diskografie
mit Lamb of God
siehe Lamb of God/Diskografie
mit Protest the Hero
- 2013: Voilition

mit Megadeth
- 2016: Dystopia

als Solokünstler
- 2006: Drum Nation Volume 3
- 2006: Live at Modern Drummer Festival 2005 (mit Jason Bittner)

als Gastmusiker
- 2011: William Shatner – Rocket Man auf dem Album Seeking Major Tom
- 2012: Testament – A Day in the Death auf dem Album Dark Roots of Earth